# Newquay
Ne doit pas être confondu avec la ville galloise de New Quay.
Newquay (en cornique : Tewynblustri) est une ville, une station balnéaire et un port de pêche de la côte Atlantique des Cornouailles, en Royaume Uni. Elle comptait 19 900 habitants au recensement de 2011.

## Économie
La ville est un centre commercial surtout lié aux activités de loisirs. Une partie de la ville, surtout le centre historique et l'ouest est connue comme capitale britannique du surf. Elle est uniquement au sud de l'Angleterre dotée de sept plages. Celles-ci font face au nord et à l'ouest à l’océan Atlantique pleinement au sud-ouest du bras de mer le canal de Bristol, parfois cette partie de l'océan s'appelle la mer Celtique.
Newquay est une des plus grandes et importantes villes des Cornouailles, beaucoup de manifestations sportives y sont présentes surtout en été, comme le tournoi de polo qui se déroule chaque année sur la plage, de nombreux spots de surfs, une académie de tennis, plusieurs parcours de golf prestigieux .
Il y a un aquarium, le Blue Reef Aquarium gère par le groupe espagnol Aspro-Ocio.

### Transport aérien
Newquay est desservie par l'aéroport de Newquay Cornwall (code AITA : NQY • code OACI : EGHQ), situé pour une partie sur le territoire de St Mawgan, paroisse immédiatement au nord-est des alentours de la ville. Plusieurs villes britanniques, Dublin en Irlande, Faro, Alicante et deux cités allemandes sont destinations des vols réguliers à partir de l'aéroport (y compris Düsseldorf) pendant une moitié de l’année.

## Géographie

### Localisation
Newquay est située au sud-ouest du territoire anglais, à moins de 59 km de l’extrémité du pays et le long de la côte nord des Cornouailles. Padstow, une ville plus petite, est suivant la côte au nord-est à 17 km, Truro, la cité des Cornouilles à la même distance au sud à l’intérieur. Une station balnéaire mois peuplée Perranporth se trouve à 9 km au sud sud-ouest le long de la côte.
Elle possède un conseil municipal éponyme qui s'occupe des espaces publics et qui organise plusieurs événements commerciaux et culturels chaque année. Cette définition comprend un village, à l'ancien paroisse isolée, St Columb Minor un peu éloigné vers le nord-est.[pas clair]
Sur le plan linguistique, elle se trouvait autrefois au cœur du pays typiquement marqué de l'aire d'influence du Cornique, ce qui se voit fortement parmi la vieille génération. Cette langue se parle rarement ici contrairement à l'extrême ouest et aux villages les plus petits du comté.

### Géologie et relief
- Les plages de Newquay, du nord au sud-ouest.
- La plage Whipsiderry
- La plage Porth
- La plage Lusty Glaze
- La plage Tolcarne
- La plage Great Western (en face de et au-dessous de la gare ferroviaire établie par l'entreprise historique Great Western Railway)
- La plage Towan / La plage du havre (Harbour beach)
- La plage Fistral

La superficie de la commune (d’être précis paroisse séculaire voire «civil parish») est de 1 403 hectares. Des rochers et les falaises faibles en général accompagnent chaque plage, bien que ceux-ci soient moins évidents a l'approche urbaine de la plage célébrée Fistral. Un service de sauvetage fonctionne à partir du petit havre central. Le RNLI fournit également des patrouilles de sauvetage sur toutes les plages entre mai et septembre, et sur la plage Fistral d'avant Pâques jusqu'à la fin du mois d'octobre. Un chemin national protégé: the South West Coast Path, suivant la côte passe par la ville.
Les Carnewas and Bedruthan Steps est une portion de littoral située sur la côte entre Padstow et Newquay, partiellement détenue par le National Trust for Places of Historic Interest or Natural Beauty.

### Hydrographie
Au sud de la ville se trouve l'estuaire une petite rivière, le Gannel.

## Jumelage
Dinard (France) depuis 1986

## Personnalités liées à la commune
- David Willcocks, né le 30 décembre 1919 dans la commune ;
- Chris Morris, né le 24 décembre 1963 dans la commune ;

## Anecdotes
- La Towan beach et l'Atlantic Hotel ont servi de décor à quelques plans du film des Beatles Magical Mystery Tour en 1967.